# MC Xander
MC Xander — британский музыкант, продюсер, известный своим стилем создания музыки, используя только свой голос и луп станцию (англ. loop station), которая позволяет слой за слоем накладывать созданные голосом звуки (акапелла). Его музыку можно отнести к дэнсхоллу, регги, дабстепу, драм-н-бейсу и хип-хопу, но даже в большей степени она подходит к таким жанрам как электронная музыка и IDM. В 2010 он описывал свою музыку как «прогрессивный дэнс-холл». Во время своих выступлений для создания всех звуков, баса, бита, бэк-вокала, он вживую использует свой голос. В последние годы начал использовать педали эффектов, которые обрабатывают его голос и увеличивают диапазон текстур и звуков, которые можно добавить в трек.
Музыкант представил использование комбинации сенсорного контроллера эффектов Kaoss Pad и луп станции с вокальным исполнением, вдохновив тем самым других битбоксеров, например, такого как Beardyman экспериментировать с этими технологиями.

## Биография

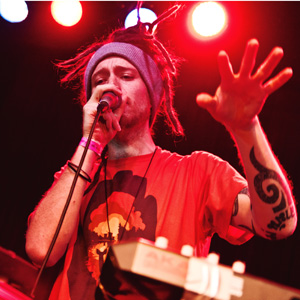
Презентация альбома Eyeopeness 24.04.2011, Москва, клуб "16 Тонн"

MC Xander родился в Кении 10 января 1983 года, но вырос в Шотландии и Дорсет. Закончил бакалавриат в Вестминстерском университете на факультете «Коммерческой музыки».
Переехав в Лондон для продолжения образования, он окунулся в разнообразие электронной музыки, которая появилась за последние годы. Тогда же он попал на музыкальную сцену в качестве MC, став резидентом в лондонском ночном клубе The End на вечеринках Chew the Fat! Там он приобрел известность благодаря своим навыкам битбокса и энергичным живым выступлениям. Затем он присоединился к брэйкс коллективу Atomic Hooligan в качестве MC. Он также выступал с такими брейкбит диджеями как Rennie Pilgrem и Eddie Temple Morris и участвовал в треке We Control DJ Hyper.
После погружения в электронную сцену МС Xander начал работать как сольный музыкант, отойдя от брэйкбита к большему количеству музыкальных жанров.
Благодаря своему голосу (комбинации битбокса, читки и пения) он создаёт сложные треки и накладывает звуки, используя луп станцию и чаще процессор эффектов Korg Kaoss pad 3.
Он также входит в лондонское музыкальное и поэтическое сообщество One Taste. MC Xander выступал на большом количестве событий, от небольших и уютных концертов, до уличных и фестивальных выступлений и ночных клубов.
Его дебютный альбом «Eyeopeness» вышел без поддержки какого-либо лэйбла в феврале 2011 года.
Видео на композицию Spaceship Earth с его дебютного альбома, сделало MC Xander известным далеко за пределами Великобритании. Это видео снял оператор и режиссёр Ben Dowden, известный своими работами с Dub FX, Mr. Woodnote и многими другими независимыми артистами.
В сентябре 2013 года, Dub FX на своей странице в Facebook сообщил о предстоящей коллаборации для своего нового альбома с MC Xander , что уже в начале октября подтвердил в своем Facebook MC Xander . Эта новость очень обрадовала фанатов обоих артистов. В результате была записана песня Light Me On Fire.

## Стиль
Тексты MC Xander зачастую рассказывают о современном личном экзистенциальном путешествии и духовности. Вдумчивость его текстов имеет больше общего с поэзией, чем с электронной музыкой.
Помимо битбоксинга, MC Xander известен своим высоким вокальным диапазоном, который он использует во время выступлений, особенно фальцетом и свистковым регистром, которые привносят небесный хоровой звук. Он также использует технику горлового пения для создания басов. Использование песенных структур и в то же время работа с электронной музыкой являются одной из отличительных черт его стиля.

## Дискография
Мини альбомы:
- 2008: MC Xander EP

Студийные альбомы:
- 2010: Eyeopeness

Трек-лист:
1. White Light (5:23)
2. Unmade And Made (1:56)
3. Gnosis (4:16)
4. Sick Of The Lies (5:00)
5. Frailty (7:48)
6. Fat Bud (Part 1) (5:28)
7. Message In The Rose (Part 2) (5:52)
8. Save A Bit Of Light (5:44)
9. Spaceship Earth (5:21)
10. Made And Unmade (2:28)
11. Fight For Ascension (7:22)

## Интервью
- Аркадий Тимофеев. MC Xander – философия и битбокс. Afisha.63.ru (13 марта 2012). Архивировано из оригинала 13 ноября 2013 года.
- Enjoli Liston. Q&A: Beatboxer MC Xander (англ.). The Independent Blogs (2 февраля 2011). Архивировано из оригинала 4 февраля 2011 года.

## Статьи
- Play Dance Journal
- Сергей Рыков. OnMusicStage
- MC Xander: Человек и пароход. Звуки.ру (24.09.2012)
- Казань, 24 февраля, "Татар-информ", Екатерина Виславская
- TimeOut Петербург об MC Xander (недоступная ссылка)
- Блог
- Журнал “Афиша”, MC Xander на Loop Fest

## Видео
- A-ONE TV: Интервью MC Xander
- ПензаИнформ
- MC Xander на MTV Russia, Trendy Lab
- Фристайл для Интернет-проекта "Мясорубка"